# 두호크 SC
두호크 FC(아랍어: نادي دهوك, 쿠르드어: یانه‌یا وه‌رزشی یا دهوکێ)는 이라크 쿠르디스탄에 있는 두호크를 연고로 하는 축구 클럽이다. 이 팀은 1970년에 창단되었으며, 현재 이라크 프리미어리그에 출전하고 있다.

## 선수 명단

### 현역
참고: FIFA 자격 규정에 따라 소속된 국가대표팀 국기를 표시합니다. 선수는 복수의 FIFA 비회원국 국적을 가지고 있을 수 있습니다.
| 번호 | 포지션 | 국적 | 이름      |
| ---- | ------ | ---- | --------- |
| 45   | MF     | 가나 | 루벤 아콰 |

| 번호 | 포지션 | 국적         | 이름          |
| ---- | ------ | ------------ | ------------- |
| 80   | FW     | 코트디부아르 | 야니크 자크리 |

## 역대 감독
| 감독        | 임기        |
| ----------- | ----------- |
| 나딤 샤케르 | 1996 ~ 1997 |
| 나딤 샤케르 | 2004 ~ 2005 |

틀:두호크 SC 선수 명단